# 골 항공
골 항공(포르투갈어: Gol Transportes Aéreos)은 브라질의 저비용 항공사로 허브 공항은 리우데자네이루 갈레앙 국제공항, 콩고냐스 상파울루 공항, 브라질리아 국제공항이 있다.

## 역사
2001년 1월 15일에 설립, 2001년 3월 15일에 최초로 취항했다. 2004년 11,600,000명의 승객을 수송하면서 브라질 국내 시장을 형성하게 되었다. 2006년 6월 경영난을 겪은 바리그 브라질 항공을 인수해 2007년에 합병했다. 2011년 7월 8일에 브라질의 저비용 항공사인 웹제트를 인수했으며 델타 항공이 일부 지분을 인수한데 이어 추가로 지분을 인수하는 방안이 검토되고 있으며 2014년까지 브라질 국내선 점유율 4위까지 할 것으로 전망하고 있다. 2015년에 대한항공과 코드쉐어 협정을 체결, 상파울루에서 연결하는 브라질 국내선의 공동 운항을 시작했다. 동시에 대한항공의 스카이패스에 골 항공 탑승분의 마일리지 적립도 가능하다.

## 운항 노선

### 코드쉐어 협정
- 골 항공은 다음과 같은 항공사와 코드쉐어를 하고 있으며 * 표시는 스카이팀 회원에 해당된다.

| - KLM (스카이팀) - TAP 포르투갈 (스타 얼라이언스) - 델타 항공 (스카이팀) - 대한항공 (스카이팀) - 아르헨티나 항공 (스카이팀) - 에어 캐나다 (스타 얼라이언스) - 에어 프랑스 (스카이팀) - 에티하드 항공 - 이베리아 항공 (원월드) - 카타르 항공 (원월드) | - 코파 항공 (스타 얼라이언스) |

## 보유 기종
- 2020년 12월 기준으로 골 항공은 다음과 같이 보유하고 있으며 평균 기령은 6.8년이다.[3][4]

## 사건 및 사고
- GOL 항공 1907편 추락 사고

## 사진

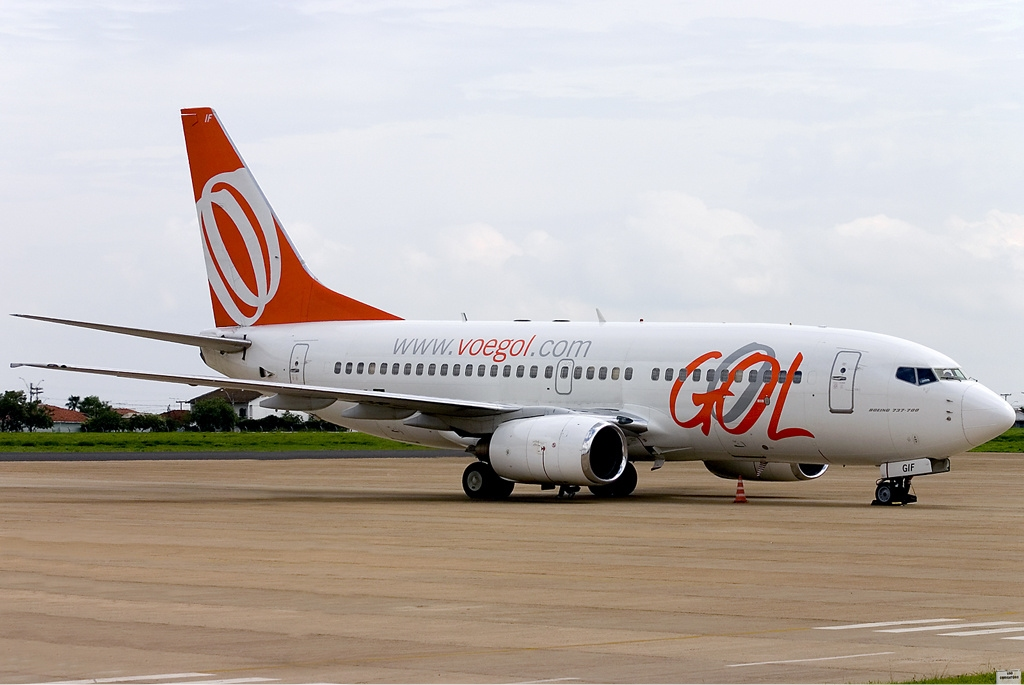
GOL 항공의 보잉 737-700
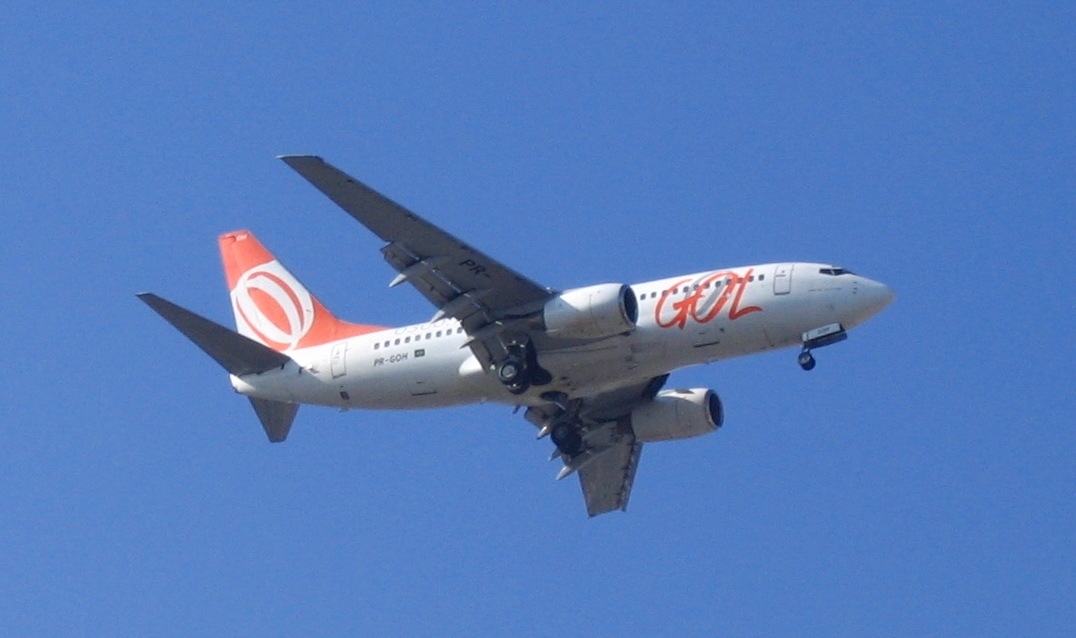
GOL 항공의 보잉 737-700
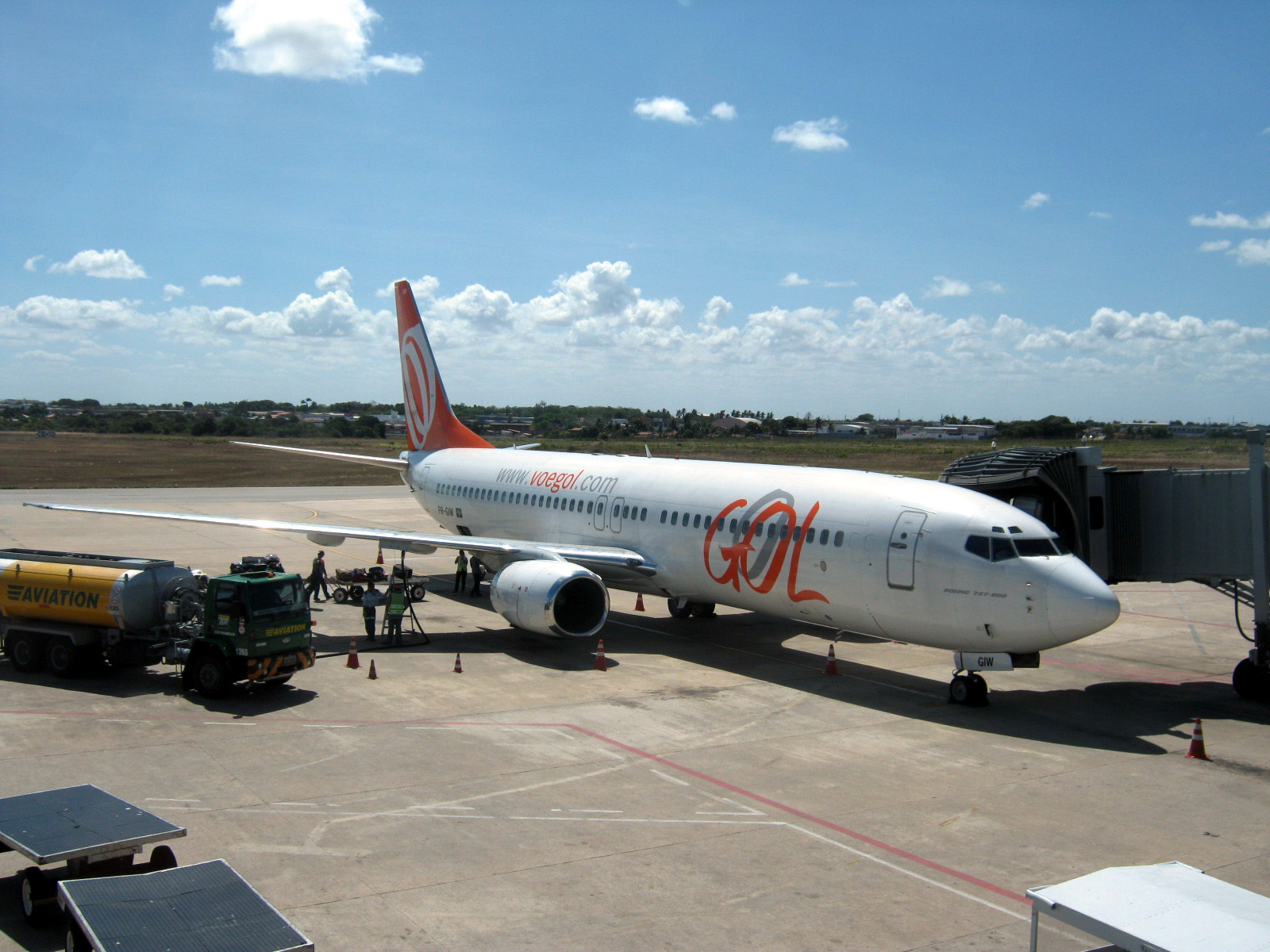
GOL 항공의 보잉 737-800
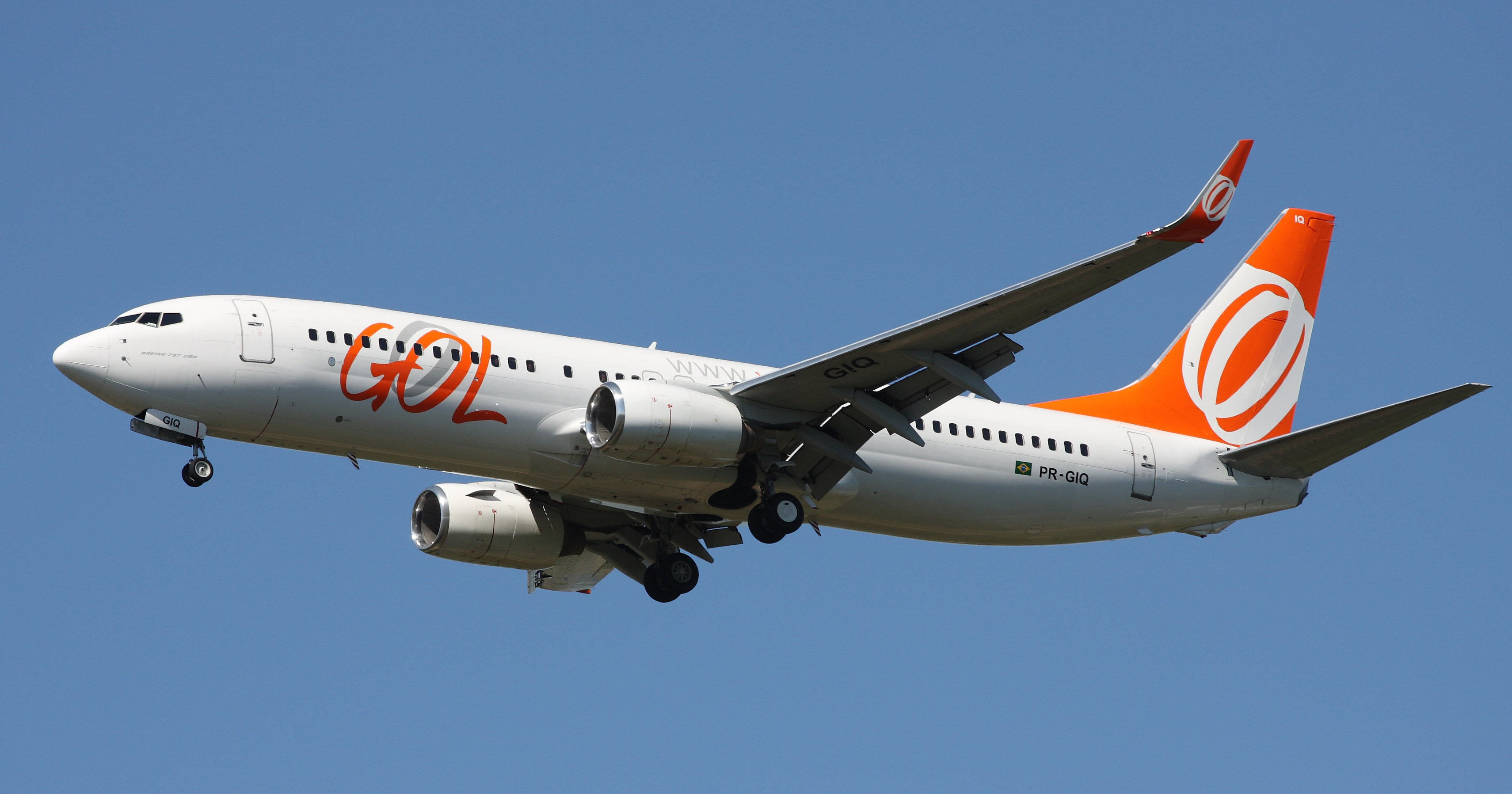
GOL 항공의 보잉 737-800
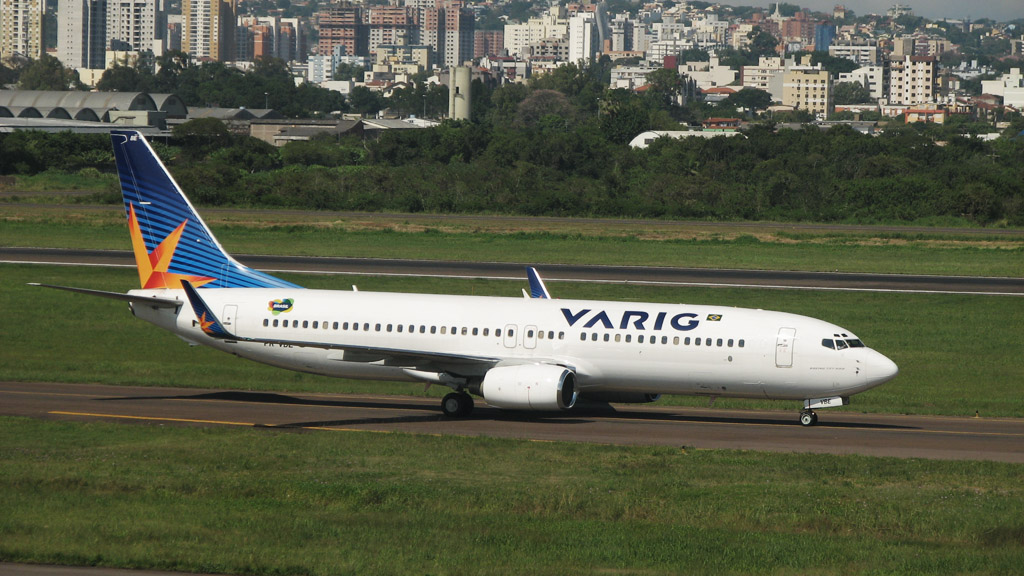
GOL 항공(바리그 항공)의 보잉 737-800